# Исполнительное производство
Исполни́тельное произво́дство — совокупность процессуальных и фактических действий, направленных на принудительное исполнение вступивших в законную силу исполнительных документов. 
Исполнительное производство рассматривается как отдельная стадия гражданского процесса, которая наступает только при неисполнении в добровольном порядке вступивших в законную силу решений судов и решений иных уполномоченных органов.

## Общая характеристика
В древнейшем правовом строе судебное решение получало исполнительную силу только под условием принятия его обеими сторонами; при отсутствии соглашения сторон обращались к самосуду, к личному и родовому возмездию; государственная власть ограничивалась регулированием самоуправства. Уже в римском праве известны были долговые обязательства, дававшие кредитору право взыскания долга без суда, право наложить руки на должника, увести его в свой дом для заработка долга или продать в рабство для погашения долга из вырученной цены. С течением времени эта самовольная расправа была запрещена; но и после отмены её римляне допускали принудительные взыскания не по одним только решениям суда. Так, если ответчик признавал исковое право in jure, то дело не доходило до суда и до решения, а оканчивалось приказом претора о взыскании с ответчика в исполнительном порядке (confessus in jure pro judicato habetur).
В Германии только со времени земского мира 1495 года было запрещено кредиторам арестовывать лицо и имущество должника без участия судебной власти. В других государствах также изданы были в разное время запрещения самовольной расправы.
Пока гражданский оборот был неразвит, кредит обеспечивался личностью должника и взыскания обращались также на личность; отсюда долговое рабство, отдача должников в заработки кредиторам, а потом в долговые тюрьмы. По мере накопления имущественных ценностей личные взыскания постепенно ограничивались и на первый план выступает имущество, как источник удовлетворения взыскания. Взыскание с имущества, в свою очередь, первоначально отличалось беспощадностью, но с течением времени начинает играть немаловажную роль забота о сохранении рабочей способности должника на будущее время и о предохранении его хозяйства от окончательного расстройства. Так, уже к началу императорского периода в Риме относится возникновение права должника (правда, только в особых случаях и против особых взысканий) требовать, чтобы от взыскания была освобождена часть имущества, потребная для дальнейшего существования (condemnatio in id quod facere polest; beneficium competentiae). 
В Средние века в Западной Европе судебные решения исполнялись непосредственно только во владениях того феодального барона, того вольного города или вотчинника, которому принадлежал суд, постановивший решение. 
В русском праве исполнение решений было издавна всецело функцией государственной власти. Если при денежных взысканиях должник заявлял, что ему нечем платить, то его выдавали взыскателю «головою до искупа», т. е. пока не отработает должной суммы; мера эта приравнивала выданного к холопам и потому применялась только к людям низшего состояния, причём взыскатель обязывался не морить голодом и не увечить должника. Если же должник не сознавался в своей несостоятельности, то обращались к правежу: должника ежедневно выводили перед приказную избу и пристав бил его по ногам гибкими прутьями. Правеж и выдача головой были отменены только при Петре I.
В настоящее время в одних странах исполнением судебных решений по гражданским делам занимаются государственные органы. В других же странах (Бельгия, Венгрия, Италия, Латвия, Литва, Люксембург, Нидерланды, Польша, Румыния, Словакия, Словения, Франция, Эстония, Литва) судебные исполнители являются частными лицами, работающими по лицензии, действуя от имени государства. Доступ к этой профессии регулируется законом и осуществляется, как правило, на конкурсной основе. Государство при этом регулирует компетенцию частного судебного пристава, процедуры деятельности, размер вознаграждения, взимаемого за его труд. Управление частными судебными приставами осуществляют региональные и национальные палаты в качестве органов самоуправления. Существуют и смешанные системы.

## Исполнительное производство в России
В России исполнительное производство возложено на Федеральную службу судебных приставов. Непосредственные действия по принудительному исполнению решений судов и уполномоченных органов осуществляют судебные приставы-исполнители. Основаниями для возбуждения исполнительного производства являются исполнительные документы.
Исполнительный документ может быть предъявлен судебному приставу-исполнителю в течение трех лет с момента вступления судебного акта, на основании которого он вынесен, в законную силу.
Стороны исполнительного производства именуются «взыскатель» и «должник». По получении исполнительного документа, пристав-исполнитель возбуждает исполнительное производство. Постановление о возбуждении исполнительного производства доводится до сведения должника, который вправе в срок, установленный приставом-исполнителем, добровольно удовлетворить требования взыскания. При неудовлетворении требований, указанных в исполнительном документе, в добровольном порядке пристав-исполнитель вправе предпринять необходимые меры принудительного взыскания. 
Принудительное исполнение решения суда может быть осуществлено следующими способами:
- обращение взыскания на имущество или имущественные права;
- обращение взыскания на периодические выплаты, получаемые должником;
- изъятие у должника имущества, присуждённого взыскателю;
- наложение ареста на имущество должника, находящееся у должника или у третьих лиц, во исполнение судебного акта об аресте имущества;
- обращение в регистрирующий орган для регистрации перехода права на имущество с должника на взыскателя;
- совершение от имени и за счёт должника действия, указанного в исполнительном документе;
- принудительное вселение взыскателя в жилое помещение;
- принудительное выселение должника из жилого помещения;
- освобождение нежилого помещения, хранилища от пребывания в них должника и его имущества;
- иные действия, предусмотренные федеральным законом или исполнительным документом.

### Исполнительский сбор
В случае неисполнения должником исполнительного документа в срок, установленный для добровольного удовлетворения требования взыскания, по истечении этого срока судебный пристав-исполнитель налагает на должника исполнительский сбор (денежное взыскание), если должник не представил судебному приставу-исполнителю доказательств того, что исполнение было невозможным вследствие непреодолимой силы, то есть чрезвычайных и непредотвратимых при данных условиях обстоятельств. Постановление судебного пристава-исполнителя о взыскании исполнительского сбора утверждается старшим судебным приставом.
Исполнительский сбор устанавливается в размере семи процентов (7 %) от подлежащей взысканию суммы или стоимости взыскиваемого имущества, но не менее одной тысячи рублей (1 000 рублей) с должника-гражданина или должника - индивидуального предпринимателя и десяти тысяч рублей (10 000 рублей) с должника-организации. В случае неисполнения исполнительного документа неимущественного характера исполнительский сбор с должника-гражданина или должника - индивидуального предпринимателя устанавливается в размере пяти тысяч рублей (5 000 рублей), с должника-организации - пятидесяти тысяч рублей (50 000 рублей).
Должник вправе в порядке, установленном федеральным законом, обратиться в суд с заявлением об оспаривании постановления судебного пристава-исполнителя о взыскании исполнительского сбора, с иском об отсрочке или о рассрочке его взыскания, об уменьшении его размера или освобождении от взыскания исполнительского сбора.
Суд вправе с учётом степени вины должника в неисполнении в срок исполнительного документа, имущественного положения должника, иных существенных обстоятельств отсрочить или рассрочить взыскание исполнительского сбора, а также уменьшить его размер, но не более чем на одну четверть от установленного судебным приставом-исполнителем размера. При отсутствии установленных Гражданским кодексом Российской Федерации оснований ответственности за нарушение обязательства суд вправе освободить должника от взыскания исполнительского сбора.